# 木津村 (大阪府)
木津村（きづむら）は、摂津国・大阪府西成郡にあった村。現在の大阪府大阪市浪速区と西成区の各一部にあたる。

## 歴史
木津の名称は、当地がまだ海浜だった古代に、四天王寺建立のための材木を荷揚げした津（港）であったという伝承に由来する。また、当地を含む海浜地帯の総称とされる敷津（しきつ）からの転訛とも言われ（『五畿内志』）、現行行政地名にも使用されている。
大坂市街の南側に位置していたという地理条件から、戦国時代にはたびたび合戦の舞台となった。江戸時代には大坂市街へ野菜を供給する畑場八ヶ村のひとつで、1809年（文化6年）には木津難波市場が開設された。

### 沿革
- 1889年（明治22年）4月1日 木津村単独で町村制を施行。
- 1897年（明治30年）4月1日 北部が大阪市南区、南部が西成郡今宮村へ分割編入され、それぞれ大阪市南区木津、今宮村大字元木津となる。同日木津村廃止。
- 1900年（明治33年） 南区木津を木津敷津町、木津大国町、木津鴎町、木津勘助町、木津三島町、木津北島町に改編。
- 1913年（大正2年） 今宮村大字元木津を木津に改称。
- 1917年（大正6年）9月1日 今宮村が町制施行。今宮町大字木津となる。
- 1921年（大正10年） 南区木津北島町を栄町に改称。
- 1922年（大正11年） 今宮町大字木津を北開、中開、南開、出城通、長橋通、鶴見橋北通、鶴見橋通、旭北通、旭南通、梅通、梅南通、松通、橘通、桜通、柳通に改編。
- 1925年（大正14年）4月1日 南区側の各町が浪速区へ転属となり、「木津」の冠称を廃する。今宮町が大阪市西成区へ編入される。
- 1962年（昭和37年） 浪速区栄町を浪速町東、浪速町西のそれぞれ一部に改編。
- 1973年（昭和48年） 西成区側の各町を北開、中開、南開、出城、長橋、鶴見橋、旭、梅南、松、橘の現行行政地名に改編。
- 1980年（昭和55年） 浪速区側の各町を敷津東、敷津西、大国、塩草、浪速東、浪速西の現行行政地名に改編。

## 経済

### 産業
商工業
皮革商は木津北島町一丁目の赤松、竹田由松、中井、竹田覚之助、阪田、木津北島町二丁目の荒木栄蔵、秋野、岡野、鍵岡、早岡、西岡、中井、前田、松下、宮本、山家、木津北島町四丁目の吉田、木津三島町の松田、洋皮商は木津北島町二丁目の播磨、染革商は木津北島町二丁目の大谷、小林、立皮類膠原料肥料商は木津北島町三丁目の松本などがいた。
店舗・企業
- 井野商店（皮革貿易商）[5]
- 佐野商店（革商）[5]
- 中井商店（生皮、乾皮、皮革商）[4]
- 柳生商店（内外毛皮製造販売）[4]
- 大阪人造肥料[6]
- 大阪屠畜（屠畜）[7]
- 西浜土地建物 - 木津北島町三丁目[8]。
- 浪花貯蓄銀行[9]
- 木津銀行[9]

製革場
- 奥田製革場（帯皮諸皮） - 木津北島町二丁目[4]。

## 地域

### 医療
- 医師は、折口秀太郎、折口静（木津鴎町一丁目）[10]、清水、高垣[11]などがいた。

### 施設
宗教
- 願泉寺
- 敷津松之宮社[12]

## 出身者
- 跡見花蹊 - 跡見学園の創設者
- 折口信夫 - 民俗学者、国文学者、歌人